# Elysian Fields (gruppo musicale)
Gli Elysian Fields sono un duo musicale statunitense originario di Brooklyn e attivo dal 1995.

## Formazione
- Jennifer Charles - voce, strumenti vari
- Oren Bloedow - chitarra

## Discografia
- EP (1995)
- Bleed Your Cedar (1996)
- Queen of the Meadow (2000)
- Bend Your Mind EP (2000)
- Dreams That Breathe Your Name (2003)
- Bum Raps and Love Taps (2005)
- The Afterlife (2009)
- Last Night on Earth (2011)
- For House Cats And Sea Fans (2014)